# Hans Peter Hansen (forretningsmand)
 Der er flere personer med dette navn, se H.P. Hansen.
Hans Peter Hansen (født 14. juni 1802 i København, død 17. juli 1880) var en dansk forretningsmand.
Sammen med P.C. Jersild etablerede han sig 1832 som silke- og klædekræmmer, men forretningen gik lidt efter lidt over til at blive en vekselererforretning, som Hansen, efter at Jersild var trådt ud, fortsatte under navnet H. P. Hansen jun. Hansen var begyndt ganske uden formue, men hans forretning havde så stor fremgang, at han efterhånden blev en særdeles formuende mand, og i adskillige år var hans virksomhed det største og mest ansete vekselererfirma i København. Såvel i børskredse som hos det store publikum nød det en overordentlig stor tillid, og de kapitaler, der blev det betroet, havde et særdeles stort omfang.
Som person var Hansen var afholdt og anset, og 1840-1859 var han borgerrepræsentant. Hans hustru var Ane Sophie f. Lange, datter af hørkræmmer Lange. Han døde 17. juli 1880.
Allerede i hans sidste leveår, da han på grund af alder og sygdom kun tog ringe del i ledelsen af sin forretning, var denne gået en del tilbage på grund af finanskrisen, der startede i 1873.
Da forretningen efter hans død blev videreført af hans yngste søn, Ludvig Vilhelm Hansen (5. juli 1848 – 2. maj 1887), fortsatte tilbagegangen, så at firmaets bo i november 1885 gik konkurs.